# Асланов, Хазар Гашам оглы
Хазар Гашам оглы Асланов (азерб. Xəzər Qəşəm oğlu Aslanov; род. 6 июня 1970, Баку) — глава Исполнительной власти Хызинского района (с 2012).

## Биография
Родился 6 июня 1970 года в г. Баку.
С сентября 1987 по февраль 1988 года являлся рабочим  Хырдаланского молочного совхоза.
С февраля по октябрь 1988 года работал секретарём Бакинского городского суда.
С декабря 1990 по февраль 1992 года являлся инспектором отдела международных связей кооператива «İRS».
С февраля по август 1992 года являлся председателем кооператива «Fədai». 
С августа 1992 по январь 1994 года являлся коммерческим директором компании «Aslan R.Q.».
С февраля по ноябрь 1994 года являлся специалистом компании «ER-COMPANY LTD».
С ноября 1994 по апрель 2002 года работал оператором МВД Азербайджана.
С июня 2005 по апрель 2006 года являлся заместителем главы Исполнительной власти Ханларского района по социально-экономическим вопросам.
С апреля по октябрь 2006 года являлся первым заместителем главы Исполнительной власти Ханларского района.
Глава Исполнительной власти Ярдымлинского района (10 октября 2006 — 10 апреля 2012). 
Глава Исполнительной власти Хызинского района (с 10 апреля 2012).

## Семья
Отец, Гашам Асланов, журналист, главный редактор газеты «Азербайджан гянджляри» (1970—1972), первый секретарь районного комитета партии г. Шуша, Абшеронского и Исмаиллинского районов.